# Von Poll Immobilien
Die von Poll Immobilien GmbH ist ein Immobilienmakler mit Sitz in Frankfurt am Main, der als Lizenzgeber im Bereich der Vermittlung von Wohn- und Gewerbeimmobilien sowie Finanzierungen tätig ist. Lizenzen werden sowohl für das  Handelsvertreter- als auch für das Franchise-Modell vergeben. 

## Geschichte
Das Unternehmen wurde im Jahr 2000 in Frankfurt am Main von Beata von Poll sowie von Sassan Hilgendorf und Daniel Ritter gegründet.
Im Jahr 2000 wurde der erste Shop in Frankfurt am Main eröffnet. 2004 war von Poll Immobilien mit fünf Büros im Rhein-Main-Gebiet vertreten und 2006 eröffnete ein Büro für Gewerbeimmobilien in Frankfurt. 2009 folgten Shops für Wohnimmobilien in Hamburg, Berlin, Düsseldorf und München und 2010 die ersten internationalen Shops in Kitzbühel/Österreich und Mallorca/Spanien. Außerhalb Deutschlands und Österreichs firmiert das Unternehmen in Europa unter von Poll Real Estate. Schwerpunkt ist die Vermittlung von Wohn- und Gewerbeimmobilien. 2018 erwarb die Deutsche Beteiligungs AG (DBAG) Anteile gemeinsam mit dem von ihr beratenen Fonds.

## Standorte, Franchising und Handelsvertretungen
Die von Poll Immobilien GmbH ist in Deutschland und weiteren europäischen Ländern aktiv. Von Poll Commercial hat Standorte in verschiedenen deutschen Großstädten.
Während die Zentrale über eine eigene Filiale in Frankfurt am Main verfügt, sind die Partner im Inland bei Wohnimmobilien selbstständige Unternehmer in freier Handelsvertretung. Im Ausland werden Franchiselizenzen an Einzel- oder Masterlizenznehmer vergeben. Letzteres trifft in der Regel auch auf die für den Gewerbe- und Anlageimmobilienbereich zuständigen Partner zu.
Das Unternehmen betreibt zudem eine Akademie für die Aus- und Weiterbildung von Mitarbeitern. Die Research-Abteilung des Unternehmens veröffentlicht regionale und bundesweite Marktberichte und Immobilienanalysen, welche medial rezipiert werden. Außerdem verlegt das Unternehmen ein eigenes Magazin mit dem Titel Beste Lage. 2021 hat das Unternehmen eine eigene Online-Plattform für Eigentümer, Käufer, Verkäufer und Finanzierungskunden entwickelt. Zudem gibt es eine Immobilien-App.